# Першовідкривачі родовищ корисних копалин
Першовідкривачі родовищ корисних копалин — особи, які відкрили невідоме раніше родовище, що має промислову цінність, або виявили додаткові запаси корисних копалин чи нову мінеральну сировину в раніше відомому родовищі, що істотно підвищують його промислову цінність. Першовідкривачі мають право на винагороду.
Положення про першовідкривачів родовищ корисних копалин затверджує Кабінет Міністрів України.